# Sonomachipmunk
De sonomachipmunk (Neotamias sonomae) is een zoogdier uit de familie van de eekhoorns (Sciuridae). De wetenschappelijke naam van de soort werd voor het eerst geldig gepubliceerd door Grinnell in 1915.

## Voorkomen
De soort komt voor in de Verenigde Staten.